# Joan Mondale

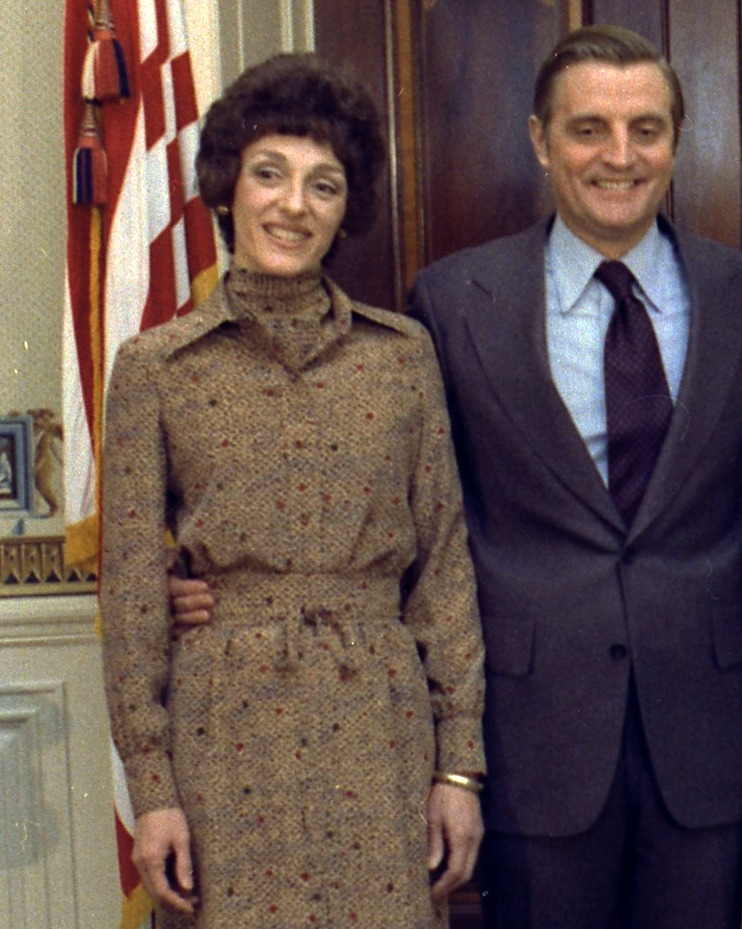
Joan Mondale mit ihrem Ehemann Walter (1977)

Joan Adams Mondale (* 8. August 1930 in Eugene, Oregon; † 3. Februar 2014 in Minneapolis, Minnesota) war die Ehefrau Walter Mondales, des ehemaligen Vizepräsidenten der USA.
Ihr Vater war ein presbyterianischer Prediger. Nachdem sie öffentliche Schulen besucht hatte, ging sie auf das College. Dort belegte sie das Hauptfach Geschichte sowie Kunst und Französisch. Nach ihrem Abschluss arbeitete sie für das Boston Museum of Fine Arts und das Minneapolis Institute of Arts.
1955 heiratete sie Walter Mondale, der zu diesem Zeitpunkt schon eine politische Laufbahn in der Demokratischen Partei eingeschlagen hatte. Sie brachte zwei Söhne und eine Tochter zur Welt. Nachdem ihr Mann zum Vizepräsidenten gewählt worden war, machte Präsident Jimmy Carter sie zur Kunstbeauftragten. Des Weiteren war Joan Mondale für diverse Kunstorganisationen tätig. Als ihr Gatte von 1993 bis 1996 US-Botschafter in Japan war, beschäftigte sie sich intensiv mit der japanischen Kunst. Außerdem töpferte sie gerne.
In ihren späteren Jahren saß sie im Vorstand der National Portrait Gallery und anderer Kunstorganisationen sowie des Macalester College, dessen Absolventin sie war. Sie starb im Alter von 83 Jahren an den Folgen der Alzheimer-Krankheit.